# Stilgar
Stilgar est personnage de fiction issu du cycle de Dune de l'écrivain Frank Herbert, apparaissant dans les romans Dune, Le Messie de Dune et Les Enfants de Dune.
Chef tribal (naib) du Sietch Tabr sur la planète Arrakis, Stilgar est un Fremen renommé qui possède une grande autorité morale parmi son peuple.

## Biographie du personnage

### Description et personnalité
En tant que naib (chef tribal), Stilgar est un personnage important parmi les Fremen, le libre peuple du désert de la planète Arrakis (surnommée « Dune » par les Fremen).
Cousin de Liet Kynes, le planétologiste impérial d'Arrakis (fils de Pardot Kynes, dont il a repris la charge et les travaux scientifiques), Stilgar est l'oncle de Chani, la fille de Liet.
Stilgar règne sur le Sietch Tabr, une communauté troglodyte autonome cachée dans un massif rocheux dans le désert d'Arrakis, au delà de la chaine montagneuse du Bouclier qui protège le nord de la planète de l'attaque des vers des sables de Dune. Les Fremen, en tant que peuple, sont maltraités et brutalisés par les forces de la Maison Harkonnen, les maîtres officiels de la planète Arrakis qu'ils dirigent d'une main de fer depuis quatre-vingts ans.
En tant que chef du Sietch Tabr, l'autorité de Stilgar est sans égale ; il dirige avec sagesse les membres de sa tribu, avec sévérité mais justice, et est toujours attentif aux besoins de son peuple. Il sait aussi, quand les circonstances l'exigent, prendre des décisions brutales, « pour le bien de la tribu ». Les autres naibs des différents siechs d'Arrakis reconnaissent son autorité et le consultent souvent pour avoir son avis.
C'est aussi un combattant redouté parmi les siens, son habileté au krys (couteau) l'ayant aidé à de nombreuses reprises à triompher quand des candidats à son poste l'ont défié lors de combats rituels. Depuis qu'il a atteint sa position de chef (en vainquant son prédécesseur), Stilar a toujours eu le dessus. À l'image des autres Fremen, il peux tuer sans remords, si la situation l'exige.
Profondément croyant comme tous les Fremen, Stilgar suit un mode de vie en phase avec les croyances mystiques, voire superstitieuses de son peuple. Il respecte intégralement les traditions fremen, notamment religieuses (les Fremen étant des descendants des Zensunni). Il suit également les préceptes édictés par la religion fremen et ses prêtresses (en particulier les Révérendes Mères de Dune). D'ailleurs, nombre de ces superstitions ont été implantées chez les Fremen par le Bene Gesserit (grâce à la Missionaria Protectiva), notamment l'attente du Messie, le « Madhi », sauveur du peuple fremen.

### DansDune
Dans Dune, alors que la gestion du fief de la planète Arrakis passe de la Maison Harkonnen à celle des Atréides, Stilgar est approché par ces derniers grâce à l'intermédiaire du soldat Atréides Duncan Idaho. Envoyé comme ambassadeur auprès des Fremen par le duc Leto Atréides afin de voir si le peuple du désert peut s'associer à eux, Stilgar identifie la Maison Atréides à l'image d'Idaho, un valeureux guerrier et maître d’arme du Ginaz. Cette initiative réussit et Stilgar accepte Idaho dans son sietch. Les Atréides projettent ensuite de former les Fremen au combat pour contrer les forces Harkonnen, associées aux Sardaukars de l’empereur Shaddam IV, qui menacent d'attaquer les Atréides pour reprendre Arrakis.
Il n'en auront cependant pas le temps. En effet, à la suite de l’attaque surprise des Harkonnens sur Arrakis, la Maison Atréides est décimée. Paul Atréides, le fils du duc, et sa mère dame Jessica, parvenant à s'échapper, fuient dans le désert. Ils sont découverts par un groupe de Fremen menés par Stilgar. Bien qu'il soit hostile et cherche au départ à les éliminer, Stilgar accepte finalement de les accueillir au sein du Sietch Tabr quand les deux fugitifs lui font la démonstration de leur valeur, Jessica parvenant à maitriser le chef fremen à sa grande surprise, et Paul terrassant un guerrier fremen, Jamis.
Intégrant sa tribu, le chef fremen comprend progressivement la puissance et la supériorité de Paul Atréides (qui prend pour nom Muad'Dib) et de sa mère Jessica (celle-ci devenant la Révérende Mère de la tribu). Quand plusieurs Fremen demandent que Muad'Dib défie Stilgar afin de prendre sa place, Paul refuse, jugeant que cette tradition fremen lui ferait perdre un élément vital dans son combat contre les Harkonnen. Stilgar, pourtant traditionaliste fervent, accepte cette modification des règles fremen, « pour le bien de la tribu », convaincu par Muad'Dib que « les usages changent ».
Quand Stilgar reconnaitra le Messie de son peuple en la personne de Paul Atrédides, devenu Muad'Dib, l'ami de Paul qu'il était deviendra aussi et surtout le dévot de Muad'Dib.
Sitlgar se rapproche également du soldat Atréides Gurney Halleck, l’ami fidèle de Paul et serviteur loyal de sa maison. Le « guerrier-troubadour » et le naib deviendront vite amis, constituant un duo efficace pour soutenir leur chef.

### DansLe Messie de Dune
Dans Le Messie de Dune, Stilgar fait partie du gouvernement de l’empereur Paul Muad'Dib, menant pour lui de nombreuses conquêtes sur les planètes de l’Impérium et gérant les dossiers importants de son administration.
Quand Paul part dans le désert, après avoir perdu l'usage de ses yeux au cours d'un attentat et subi la perte de Chani, morte en couches alors que naissaient leurs enfants Leto II et Ghanima, Stilgar devient le gardien des enfants de Paul au Sietch Tabr.

### DansLes Enfants de Dune
Stilgar, le protecteur des jumeaux de Paul, maintenant âgés d'une dizaine d'années, se déclare neutre face aux manipulations d’Alia Atréides après sa prise de pouvoir, quand elle est suspectée par dame Jessica et certains Fremen d'être devenue une Abomination (possession de son esprit par la présence son ancêtre, le baron Vladimir Harkonnen). 
Le ghola Hayt (clone de Duncan Idaho), époux d'Alia, bafoue volontairement l’honneur du vieux Fremen dans son sietch quand il tue l'amant d'Alia. Par cet acte et malgré son amitié envers Idaho, Stilgar se voit obligé de répondre en le tuant. De fait, il viole la neutralité qu'il avait instauré et devient un rebelle à Alia, fuyant avec les habitants de son sietch dans le désert.

## Dans les œuvres dérivées
Dans Les Chasseurs de Dune et Le Triomphe de Dune, un ghola de Stilgar est mis au monde aux côtés de ceux de Liet, Chani, Leto II et Jessica.

## Interprètes
- Dans le film Dune (1984) de David Lynch, le personnage de Stilgar est interprété par l'acteur Everett McGill[2].
- Dans la mini-série Dune (2000), le personnage est interprété par Uwe Ochsenknecht[3], puis par Steven Berkoff dans sa suite, Les Enfants de Dune (2003)[4].
- Dans les films Dune (2021) et Dune 2 (2023) de Denis Villeneuve, le personnage est interprété par Javier Bardem[5].